# Nurgül Yeşilçay
Nurgül Yeşilçay (Afyonkarahisar, 26 marzo 1976) è un'attrice turca.

## Biografia
Nurgül Yeşilçay ha studiato dramma alla Anatolia University State Conservatoire in Eskişehir. Fin dai tempi della scuola ha avuto vari ruoli e stage in importanti lavori, tra cui Ofelia nell'Amleto e Blanche DuBois in Un tram che si chiama Desiderio. Oltre al teatro, ha fatto molta televisione; il suo debutto risale al 2001 con Semir Arslanyürek realizzato da Şellale (The Waterfall).

## Filmografia

### Cinema
- Herşey Çok Güzel Olacak, regia di Ömer Vargi (1998)
- Şellale, regia di Semir Aslanyürek (2001)
- Mumya Firarda, regia di Erdal Murat Aktas (2002)
- Asmalı Konak - Hayat, regia di Abdullah Oguz (2003)
- Anlat İstanbul, regia di Ömür Atay, Selim Demirdelen, Kudret Sabanci (2004)
- Eğreti Gelin, regia di Atif Yilmaz (2004)
- Ai confini del paradiso (Auf der anderen Seite), regia di Fatih Akın (2007)
- Adem'in Trenleri, regia di Baris Pirhasan (2007)
- Una seconda occasione (İkinci Şans), regia di Özcan Deniz (2016)

### Serie televisive
- İkinci Bahar - serie TV, (1999)
- 90-60-90 - serie TV, (2001)
- Asmalı Konak - serie TV, (2002)
- Melekler Adası - serie TV, (2004)
- Belalı Baldız - serie TV, (2005)
- Ezo Gelin - serie TV, (2006)
- Aşk ve Ceza - serie TV, (2010)
- Il secolo magnifico: Kösem (Muhteşem Yüzyıl: Kösem) - serie TV, (2016)

## Riconoscimenti
- Adana Altın Koza Film Şenliği (2005)

## Doppiatrici italiane
Nelle versioni in italiano nelle opere in cui ha recitato, Nurgül Yeşilçay è stata doppiata da:
- Eleonora Reti in Una seconda occasione
- Laura Romano in Ai confini del paradiso